# Iznenađenje
Iznenađenje је kratko mentalno i fiziološko stanje, zapanjujući respons koji su životinje i ljudi iskusili kao rezultat neočekivanog događaja. Iznenađenje može imati bilo koju valenciju; odnosno može biti neutralano/umereno, prijatno, neprijatno, pozitivno ili negativno. Iznenađenje se može dogoditi u različitim nivoima intenziteta u rasponu od vrlo iznenađenog, što može izazvati refleks borbe ili bega, ili malo iznenađenja koje izaziva manje intenzivan odgovor na stimuluse.

## Nastanak
Iznenađenje je usko povezano sa idejom delovanja u skladu sa skupom pravila. Kada se pravila stvarnosti koja oblikuju svakodnevne događaje odvoje od iskustvenih očekivanja, ishod je iznenađenje. Ono predstavlja razliku između očekivanja i stvarnosti, jaz između naših pretpostavki i očekivanja o svetovnim događajima i načinu na koji se ti događaji zaista odvijaju. Ovaj jaz se može smatrati važnim temeljem na kojem se zasnivaju nova saznanja, jer iznenađenja mogu osvestiti ljude o sopstvenom neznanju. Priznanje neznanja, može otvoriti pristup novom znanju.
Iznenađenje se može dogoditi i zbog kršenja očekivanih očekivanja. U konkretnom slučaju međuljudske komunikacije, teorija kršenja očekivanja (engl. Expectancy Violation Theory, EVT) navodi da tri faktora utiču na čovekova očekivanja: interaktivne promenljive, promenljive okoline i promenljive povezane sa prirodom interakcije ili promenljive okoline.
- Interaktivne promenljive uključuju osobine osoba uključenih u komunikaciju, a u ovom slučaju komunikaciju koja dovodi do iznenađenja, uključujući: pol, socio-ekonomski status, starost, rasu i izgled.[3]
- Ekološke promenljive koje utiču na komunikaciju iznenađenja uključuju: proksemiju, hronemiku i prirodu okruženja interakcije.[3]
- Interakcione promenljive koje utiču na iznenađenje uključuju: socijalne norme, kulturne norme, fiziološke uticaje, biološke uticaje i jedinstvene pojedinačne obrasce ponašanja.[3]

Iznenađenje može nastati zbog prekoračenja jednog, dva ili kombinacije sva tri faktora.
Iznenađenje ne mora uvek imati negativnu valencu. EVT predlaže da će očekivano vreme uticati na ishod komunikacije kao potvrda, ponašanja unutar očekivanog opsega ili prestupa ponašanja izvan očekivanog opsega. EVT takođe postulira da će pozitivne interakcije povećati nivo privlačnosti prekršioca, dok negativna prekoračenja smanjuju privlačnost. Pozitivna prekoračenja tada bi izazvala pozitivno iznenađenje, kao što je iznenađenje rođendana, a negativna kršenja bi uzrokovala negativno iznenađenje, kao što je parking karta. Pozitivna narušavanja iznenađenja mogu poboljšati kredibilitet, moć, privlačnost i uverljivost, dok negativna narušavanja iznenađenja mogu smanjiti kredibilitet, moć, privlačnost i uverljivost.

## Neverbalni responsi
Iznenađenje se izražava na licu sledećim karakteristikama:
- Obrve koje se podignu tako da postanu zakrivljene i visoke.
- Horizontalne bore preko čela.
- Otvoreni kapci: gornji kapak je podignut, a donji je povučen dole, često izlažući belu skleru iznad i ispod irisa.
- Midrijaza širenja dužica[5] ili mioza stezanja dužica
- Spuštena vilica tako da se usne i zubi razdvoje, bez napetosti oko usta.

Spontano, nehotično iznenađenje često se izražava tokom samo delića sekunde. To može odmah biti praćeno osećanjem straha, radosti ili zbunjenosti. Intenzitet iznenađenja povezan je sa padom vilice, mada se usta u nekim slučajevima možda uopšte neće otvoriti. Podizanje obrva, bar trenutno, najosobeniji je i najpredvidljiviji znak iznenađenja.
Uprkos hipoteze o povratnim informacijama lica (da je prikaz lica neophodan u iskustvu emocija ili glavna odrednica osećanja), u slučaju iznenađenja, neka istraživanja su pokazala snažan nedostatak veze između prikaza iznenađenja lica i stvarnog iskustva iznenađenje. To sugeriše da postoje varijacije u izražavanju iznenađenja. Sugerisano je da je iznenađenje sveobuhvatni izraz koji takođe uključuje zapanjujući odgovor i nevericu. Novija istraživanja pokazuju da podizanje obrva pruža povratne informacije o licu za nevericu, ali ne i za prestrašivanje.
Proširenje i suženje dužica može odrediti valentnost iznenađenja od akcije do reakcije pojedinca. Pozitivni odgovor na iznenađenje pokazuje se dilatacijom ili ekspanzijom zenice, dok je negativni odgovor na iznenađenje povezan sa kontrakcijom zenice. Međutim, novije studije pokazuju širenje zenice kako na negativne, tako i na pozitivne stimuluse, što ukazuje da je opšte autonomno uzbuđenje povezano sa širenjem zenice, a ne afektivna valencija.
Na neverbalne odgovore na iznenađenje takođe mogu uticati fleksija glasa, udaljenost, vreme, okruženje, jačina zvuka, brzina, kvalitet, visina tona, stil govora, pa čak i nivo očnog kontakta koji učini pojedinac dok pokušava da izazove iznenađenje. Ovi neverbalni znakovi pomažu u definisanju toga da li percipirano iznenađenje ima pozitivnu ili negativnu valencu, i u kojoj će meri iznenađenje biti indukovano kod pojedinca.

## Verbalni responsi
Lingvistika može igrati ulogu u formulisanju iznenađenja. Teorija očekivanog jezika (engl. Language expectancy theory, LET) postulira da ljudi razvijaju norme i očekivanja u pogledu odgovarajuće upotrebe jezika u datoj situaciji. Kada se prekrše norme ili očekivanja verbalnog jezika, može doći do iznenađenja. EVT model podržava da se očekivanja mogu verbalno prekršiti i ovo kršenje može izazvati iznenađenje kod pojedinca. Očekivanja od verbalnog jezika koja mogu dovesti do iznenađenja mogu uključivati psovke, vikanje, vrisci i dahtanje, ali nisu ograničena na njih.

## Fiziološki responsi
Fiziološki odgovor iznenađenja spada u kategoriju zaprepašćenog odgovora. Glavna funkcija iznenađenja ili zaprepašćenog odgovora je prekidanje tekuće akcije i preusmeravanje pažnje na novi, možda značajan događaj. Postoji automatsko preusmeravanje fokusa na nove stimuluse i to u kratakom trenutku izaziva napetost mišića, posebno mišića vrata. Studije pokazuju da se ovaj odgovor dešava izuzetno brzo, sa informacijama (u ovom slučaju glasnim zvukom) do moždanog mosta u roku od 3 do 8 ms, a puni refleks zaprepašćenja javlja se za manje od dve desetine sekunde.
Ako se respons začuđenosti snažno izazove iznenađenjem, on će izazvati respons borbe ili bega, šta je opaženi štetni događaj, napad ili pretnja za preživljavanje, koji uzrokuje oslobađanje adrenalina za podsticaj energije kao sredstvo za beg ili borbu. Ovaj odgovor generalno ima negativnu valenciju u pogledu iznenađenja.
Iznenađenje ima jednu osnovnu procenu - ocenjivanje pojave kao nove i neočekivane - mada nove procene mogu iskustvo iznenađenja prebaciti na nešto drugo. Procena događaja kao novog predviđa iznenađenje, dok procena mehanizma za suočavanje predviđa odgovor izvan iznenađenja, poput zbunjenosti ili interesa.

## Literatura
- Dana Sugu & Amita Chaterjee "Flashback: Reshuffling Emotions" Архивирано на веб-сајту  (30. април 2011), International Journal on Humanistic Ideology. 3 (1). Недостаје или је празан параметар |title= (помоћ), Spring–Summer 2010.
- Cornelius, R. (1996). The science of emotion. New Jersey: Prentice Hall.
- Denton, Derek (2006). The Primordial Emotions: The Dawning of Consciousness. Oxford University Press. ISBN 978-0-19-920314-7.
- Fox, Elaine (2008). Emotion Science: An Integration of Cognitive and Neuroscientific Approaches. Palgrave MacMillan. ISBN 978-0-230-00517-4.
- González, Ana Marta (2012). The Emotions and Cultural Analysis. Burlington, VT : Ashgate.  978-1-4094-5317-8
- Ekman, P. (1999). "Basic Emotions". In: T. Dalgleish and M. Power (Eds.). Handbook of Cognition and Emotion. John Wiley & Sons Ltd, Sussex, UK:.
- Frijda, N.H. (1986). The Emotions. Maison des Sciences de l'Homme and Cambridge University Press
- Russell Hochschild, Arlie (1983). The managed heart: commercialization of human feeling. Berkeley: University of California Press.  9780520054547
- Hordern, Joshua. (2013). Political Affections: Civic Participation and Moral Theology. Oxford: Oxford University Press.  0199646813
- LeDoux, J.E. (1986). The neurobiology of emotion. Chap. 15 in J.E. LeDoux & W. Hirst (Eds.) Mind and Brain: dialogues in cognitive neuroscience. New York: Cambridge.
- Mandler, G. (1984). Mind and Body: Psychology of emotion and stress. New York: Norton.
- Nussbaum, Martha C. (2001) Upheavals of Thought: The Intelligence of Emotions. Cambridge: Cambridge University Press.
- Plutchik, R. (1980). A general psychoevolutionary theory of emotion. In R. Plutchik & H. Kellerman (Eds.), Emotion: Theory, research, and experience: Vol. 1. Theories of emotion (pp. 3–33). New York: Academic.
- Roberts, Robert. (2003). Emotions: An Essay in Aid of Moral Psychology. Cambridge: Cambridge University Press.
- Robinson, David L. (2008). „Brain function, emotional experience and personality” (PDF). Netherlands Journal of Psychology. 64 (4): 152—67. S2CID 143896041. doi:10.1007/BF03076418. Архивирано из оригинала (PDF) 25. 02. 2021. г. Приступљено 26. 11. 2020.
- Scherer, K (2005). „What are emotions and how can they be measured?” (PDF). Social Science Information. 44 (4): 695—729. S2CID 145575751. doi:10.1177/0539018405058216. Архивирано из оригинала (PDF) 25. 2. 2015. г.
- Solomon, R. (1993). The Passions: Emotions and the Meaning of Life. Indianapolis: Hackett Publishing.
- Zeki S, Romaya JP (2008). „Neural correlates of hate”. PLOS ONE. 3 (10): e3556. Bibcode:2008PLoSO...3.3556Z. PMC 2569212 . PMID 18958169. doi:10.1371/journal.pone.0003556.
- Wikibook Cognitive psychology and cognitive neuroscience
- Dror Green (2011). "Emotional Training, the art of creating a sense of a safe place in a changing world". Bulgaria: Books, Publishers and the Institute of Emotional Training.
- Jonathan Turner (1. 6. 2000). On the Origins of Human Emotions: A Sociological Inquiry Into the Evolution of Human Affect. Stanford University Press. стр. 76. ISBN 978-0-8047-6436-0.
- Atifa Athar; M. Saleem Khan; Khalil Ahmed; Aiesha Ahmed; Nida Anwar (јун 2011). „A Fuzzy Inference System for Synergy Estimation of Simultaneous Emotion Dynamics in Agents”. International Journal of Scientific & Engineering Research. 2 (6). Архивирано из оригинала 12. 11. 2016. г. Приступљено 26. 11. 2020.

## Spoljašnje veze
- „Robert Plutchik's Psychoevolutionary Theory of Basic Emotions” (PDF). Adliterate.com. Приступљено 2017-06-05.